# Gare de Lunéville
Gare de Lunéville vasútállomás Franciaországban, Lunéville településen.

## Vasútvonalak
Az állomást az alábbi vasútvonalak érintik:
- Noisy-le-Sec-Strasbourg-Ville-vasútvonal
- Lunéville-Saint-Dié-vasútvonal
- Lunéville-Blâmont et-Badonviller-vasútvonal

## Kapcsolódó állomások
A vasútállomáshoz az alábbi állomások vannak a legközelebb:
- Gare de Mont-sur-Meurthe
- Gare de Saint-Clément-Laronxe
- Gare d’Igney - Avricourt
- Gare de Nancy-Ville
- Gare de Dombasle-sur-Meurthe